# Сіккімський університет
Сіккімський університет (англ. Sikkim University) — національний університет, заснований за законом штату Сіккім (Індія) від червня 2006 року. Університет почав працювати в червні 2008 року в тимчасовій будівлі, його кампус (університетське містечко) планується у містечку Янґанґ, в окрузі Південний Сіккім. Першим віце-президентом університету є професор Махендра П. Лама. Університет планує пропонувати традиційні курси з гуманітарних, фізичних та природничих наук та ряд курсів з етнічної історії штату, гірничих наук і традиційної культури. Всі державні коледжі штату планується підпорядкувати цьому університету.